# Сенат Канзаса
Сенат Канзаса (англ. Kansas State Senate) - верхняя палата парламента штата Канзас, США. Состоит из 40 сенаторов, избираемых по одномандатным округам, в каждом из которых проживает не менее 60 000 жителей. Члены Сената избираются на четырехлетний срок. При этом, нет ограничений на количество сроков.

## История
Сенат Канзаса был создан в соответствии с Конституцией Канзаса, когда 29 января 1861 года Канзас стал 34-м штатом Соединенных Штатов. Через шесть дней после его принятия в Союз, Конфедеративные Штаты Америки образовались между семью южными штатами, которые отделились от Соединенных Штатов в предыдущие месяцы, что привело к Гражданской войне в США.
Военные облигации стали центральным политическим вопросом в Канзасе вскоре после того, как в 1862 году Сенат Канзаса провел процесс импичмента, частично вызванный междоусобицами в Республиканской партии Соединенных Штатов. Сенат Канзаса с небольшим перевесом проголосовал за осуждение государственного секретаря Канзаса Дж. У. Робинсона и продажи государственных облигаций.
В 1869 году офисы штата Канзас были перенесены в Восточное крыло Капитолия штата Канзас, до этого сенат заседал в здании, известном как Старый Конституционный зал.
В конце XIX века в Канзасе возникла популистская Народная партия США. 19 февраля 1881 года Канзас стал первым штатом, внесшим поправки в свою конституцию, запрещающие алкогольные напитки.
В 1905 году Сенат Канзаса помог принять закон, запрещающий детям младше 14 лет работать на фабриках, мясокомбинатах или шахтах. 5 ноября 1912 года женщины получают право голосовать на выборах. 
В 2000-х годах Демократическая партия Канзаса смогла завоевать должности по всему штату и добиться успеха в Сенате Канзаса, воспользовавшись напряженностью в Республиканской партии Канзаса между ее консервативным и умеренным крылом. Эти достижения, однако, были сведены на нет на выборах 2010 года в Канзасе.

## Руководство
В настоящее время председателем Сената является республиканец Тай Мастерсон от округа Уичито. Лидером большинства в Сенате является Ларри Элли из округа Уинфилд. Лидером меньшинства в Сенате является демократ Дайна Сайкс из округа Ленекса.